# 净业寺 (终南山)
净业寺，位于陕西省西安市长安区终南山北麓之凤凰山（亦称“后庵山”）上，距西安市约35公里，是汉传佛教律宗的祖庭。

## 沿革與建築
净业寺建于隋末，唐初为高僧道宣修行弘律的道场，因而成为佛教律宗的发祥地。唐时净业寺因道宣弘扬律宗而达极盛，后渐衰落。“文化大革命”期间被毁，其后几度重新修葺，寺内有天王殿、大雄宝殿、祖师殿、禅堂、客堂、僧寮，五观堂、厨房等。